# Messier 80
Der Kugelsternhaufen Messier 80, kurz M80, auch NGC 6093, steht im Sternbild Skorpion.
Der Haufen ist rund dreissigtausend Lichtjahre vom Sonnensystem entfernt und liegt in Richtung des galaktischen Zentrums, von dem er etwa zehntausend Lichtjahre entfernt ist. Er umläuft das Zentrum des Milchstraßensystems auf einer stark geneigten Bahn, ein Umlauf dauert etwa 70 Millionen Jahre. Es handelt sich um einen alten Haufen mit einem geschätzten Alter von 13 Milliarden Jahren. Die Massendichte im Zentralbereich liegt um 5,7 Sonnenmassen pro Kubikparsec, damit ist M80 einer der dichtesten Kugelsternhaufen der Milchstraße.
M80 ist am Sternhimmel relativ leicht zu finden, da er nicht weit von den hellen Sternen Antares (α Scorpii) und δ Scorpii steht.
Es gibt in M80 eine ungewöhnlich große Anzahl von heißen blauen Sternen („blaue Nachzügler“), die normalerweise nur in Regionen mit hoher Starburstrate vorkommen. Man nimmt an, dass sie bei Zusammenstößen zweier kleinerer Sterne entstehen, die dabei verschmelzen. Derartige Kollisionen sind in normalen Regionen einer Galaxie extrem unwahrscheinlich, in Kugelsternhaufen jedoch ist die Sternendichte Tausende oder Zehntausende mal höher. In M80 wurden mehr als doppelt so viele blaue Nachzügler wie in jedem anderen untersuchten Kugelsternhaufen gefunden.

## Erscheinungsbild
M80 ist einer der lichtschwächeren und kleineren Kugelsternhaufen im Messier-Katalog. Im Prismenfernglas erscheint er als rundes nebliges Fleckchen. Mit einem Teleskop ab 4 cm Öffnung kann der Randbereich in Einzelsterne aufgelöst werden.

## Beobachtungsgeschichte
M80 wurde 1781 von Charles Messier entdeckt. Pierre Méchain beobachtete ihn im gleichen Jahr.
Am 21. Mai 1860 erschien eine Nova in M80, welche die Bezeichnung T Scorpii erhielt. Die Nova hatte an diesem Tag eine Helligkeit von 7,0 mag und war damit deutlich heller als der gesamte Sternhaufen. Am 16. Juni war die Nova bereits auf 10,5 mag abgeklungen.